# Mondo Verde
Mondo Verde (italienisch für „Grüne Welt“) ist ein Freizeitpark in der niederländischen Stadt Landgraaf im Südosten der Niederlande in der Provinz Limburg.

## Parkbeschreibung
Der Park wurde am Hang einer ehemaligen Bergehalde errichtet und erstreckt sich über eine Fläche von 25 Hektar. Schwerpunktmäßig sind Garten- bzw. Landschaftsarchitekturen aus zahlreichen Ländern zu sehen. Vertreten sind die Länder: Afrika, Australien, China, England, Italien, Japan, Marokko, Österreich, Portugal, Russland, Spanien sowie ein tropischer Bereich. Neben Bauwerken, Brunnen, Skulpturen, Pflanzen und Landschaftsgestaltungen aus den thematisierten Ländern runden ein Tierpark, ein Dinopark und ein kleiner Vergnügungspark, vornehmlich mit Fahrgeschäften und Attraktionen für Kinder, das Angebot ab. An einigen parkeigenen gastronomischen Einrichtungen werden zumeist einfache Speisen in Imbissqualität und Erfrischungen geboten. Im Herbst 2006 musste der Park aufgrund zu geringer Besucherzahlen Insolvenz anmelden, konnte allerdings am 1. April 2007 unter neuer Leitung wieder eröffnet werden.
Der Park wurde 2004/2005 in die Straße der Gartenkunst zwischen Rhein und Maas aufgenommen.

### Achterbahnen
| Name                      | Typ                                  | Hersteller     | Eröffnungsjahr | Bemerkungen | Weblinks |
| ------------------------- | ------------------------------------ | -------------- | -------------- | --- | -------- |
| Achtbaan                  | Familienachterbahn                   | Zierer Rides   | 2009           | Fuhr bis höchstens 2015 unter dem Namen Wilde Tijger Achtbaan. Bevor die Bahn nach Mondo Verda kam, fuhr sie von 1977 bis 2008 in Liseberg ihre Runden. |          |
| Havana Spinning Adventure | Familienachterbahn, Spinning Coaster | SBF Visa Group | 2023           | |          |

## Bilder

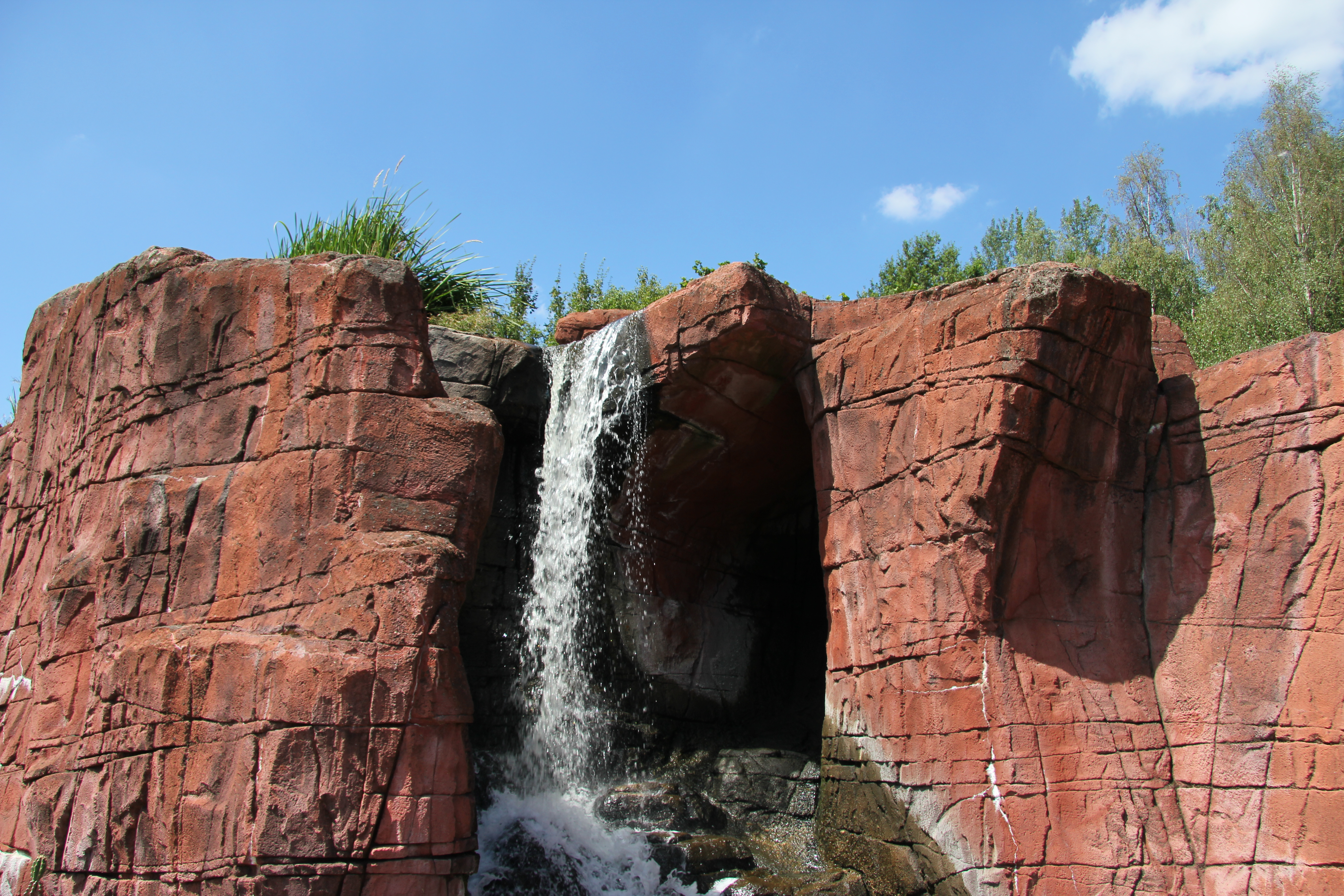
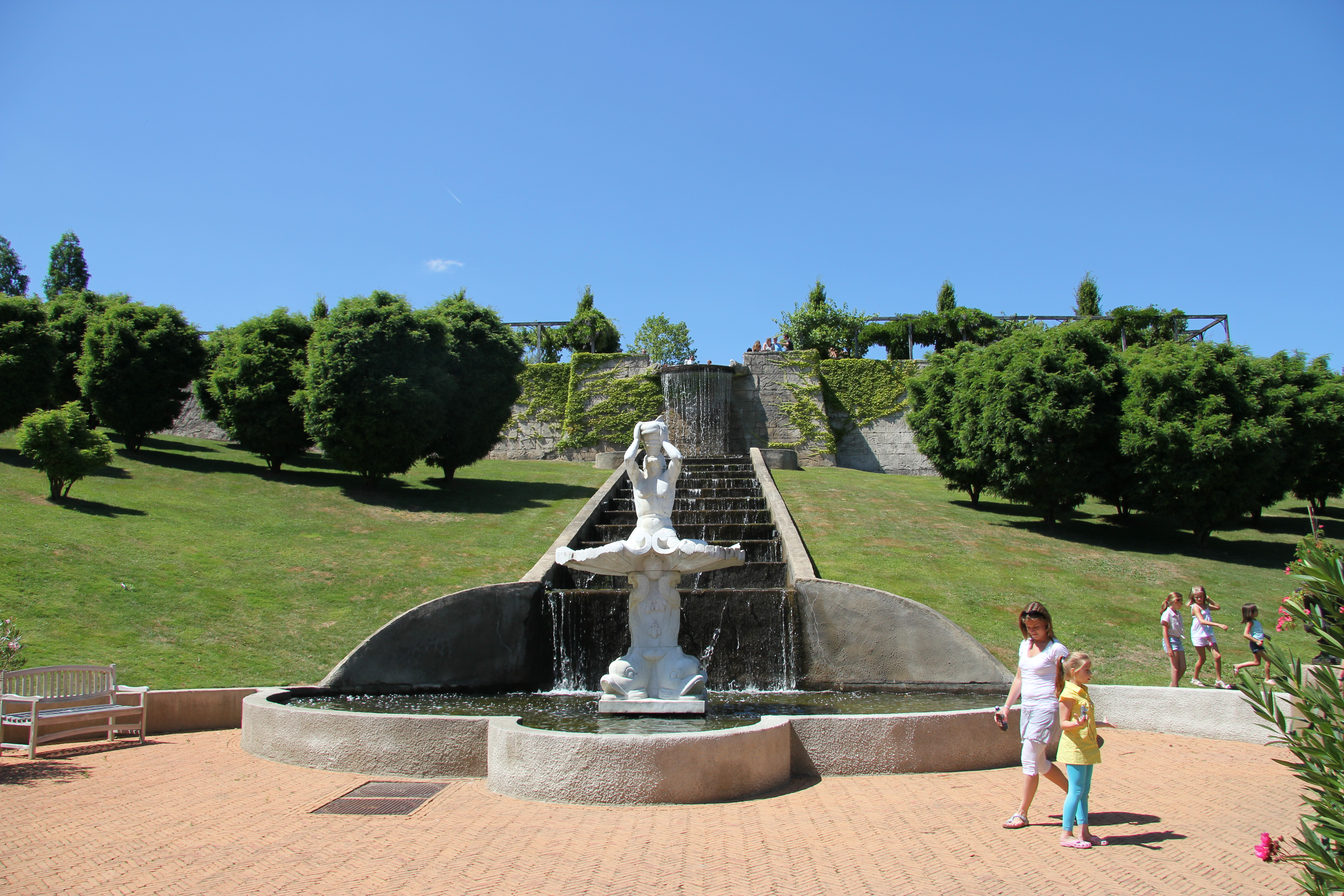
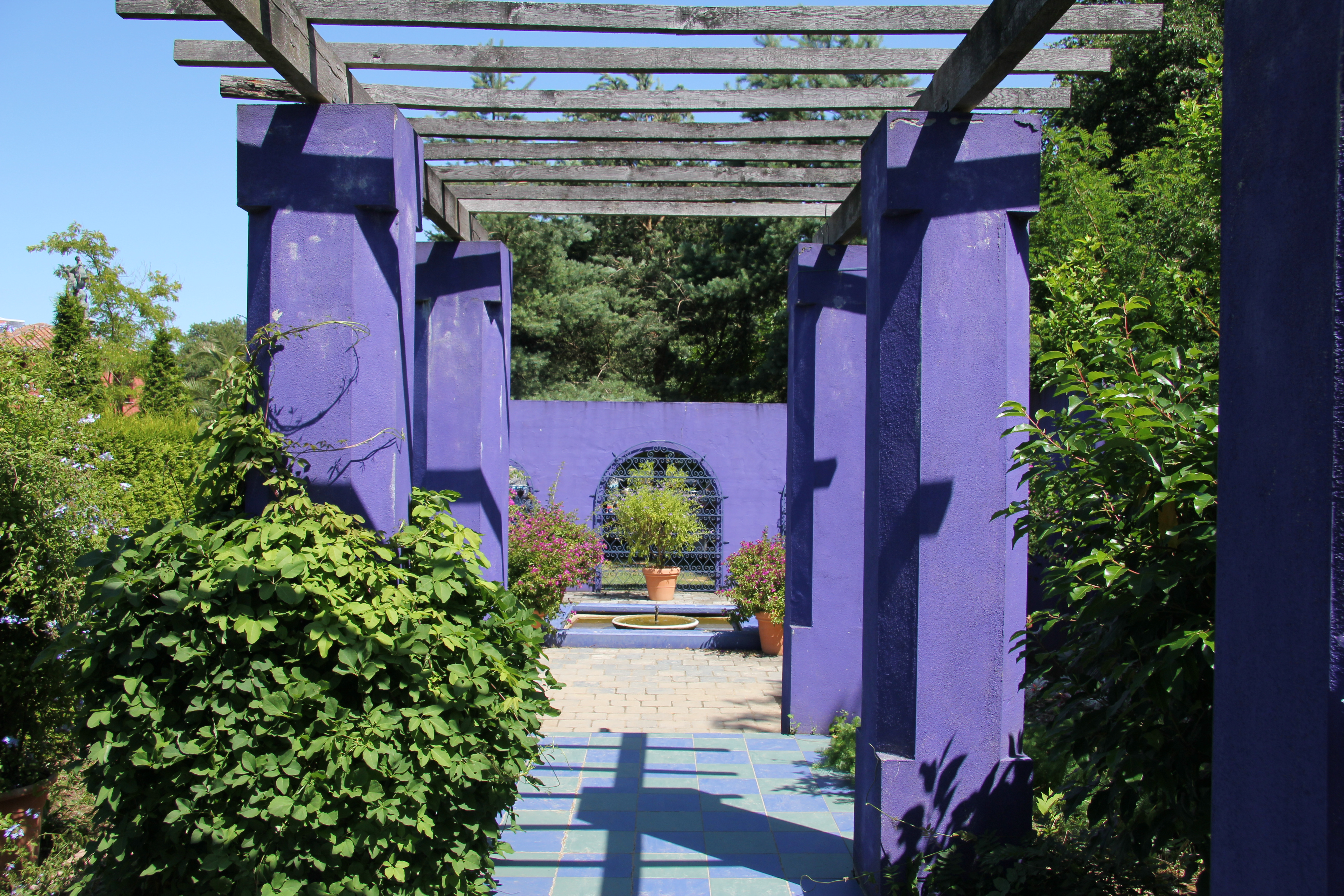
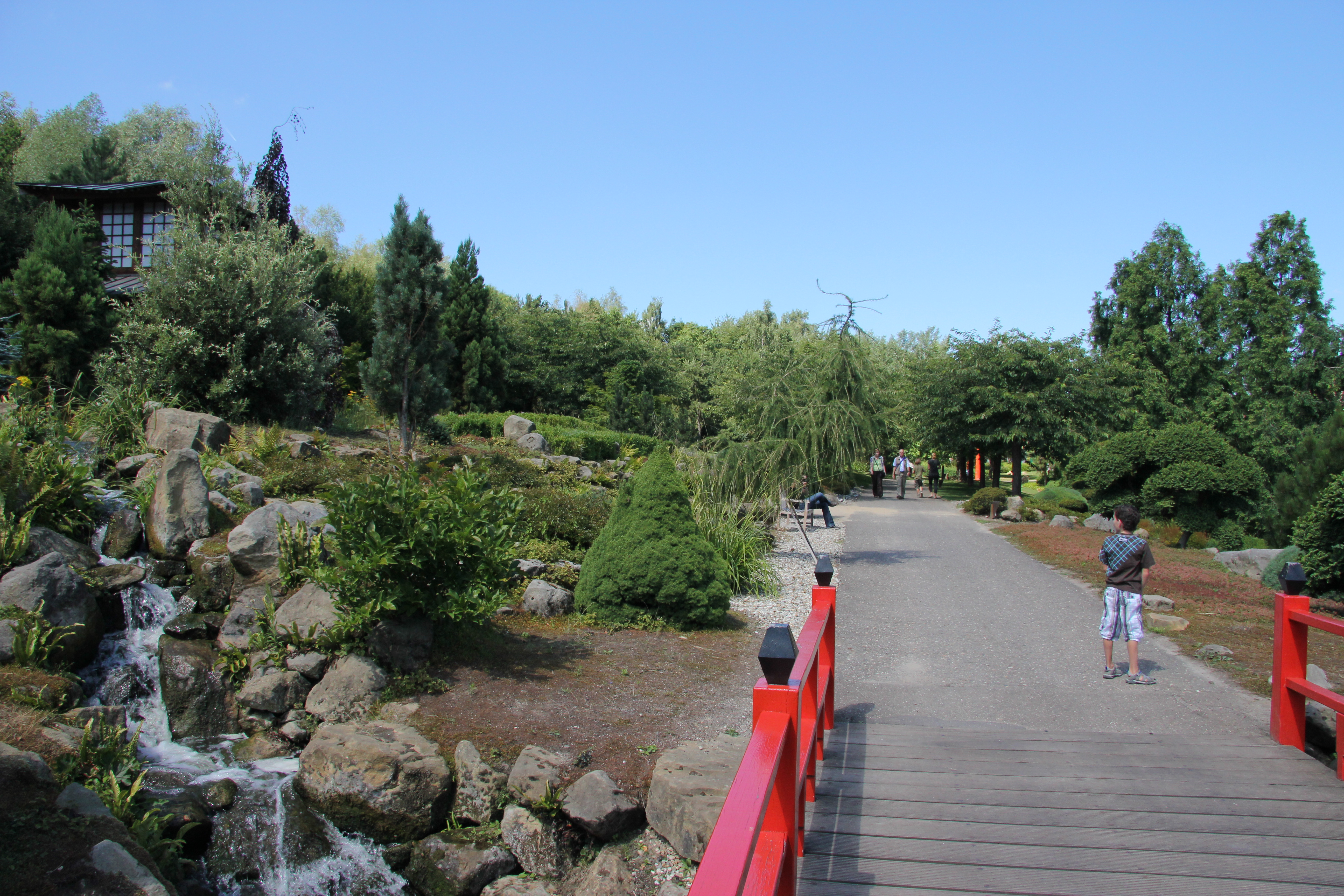
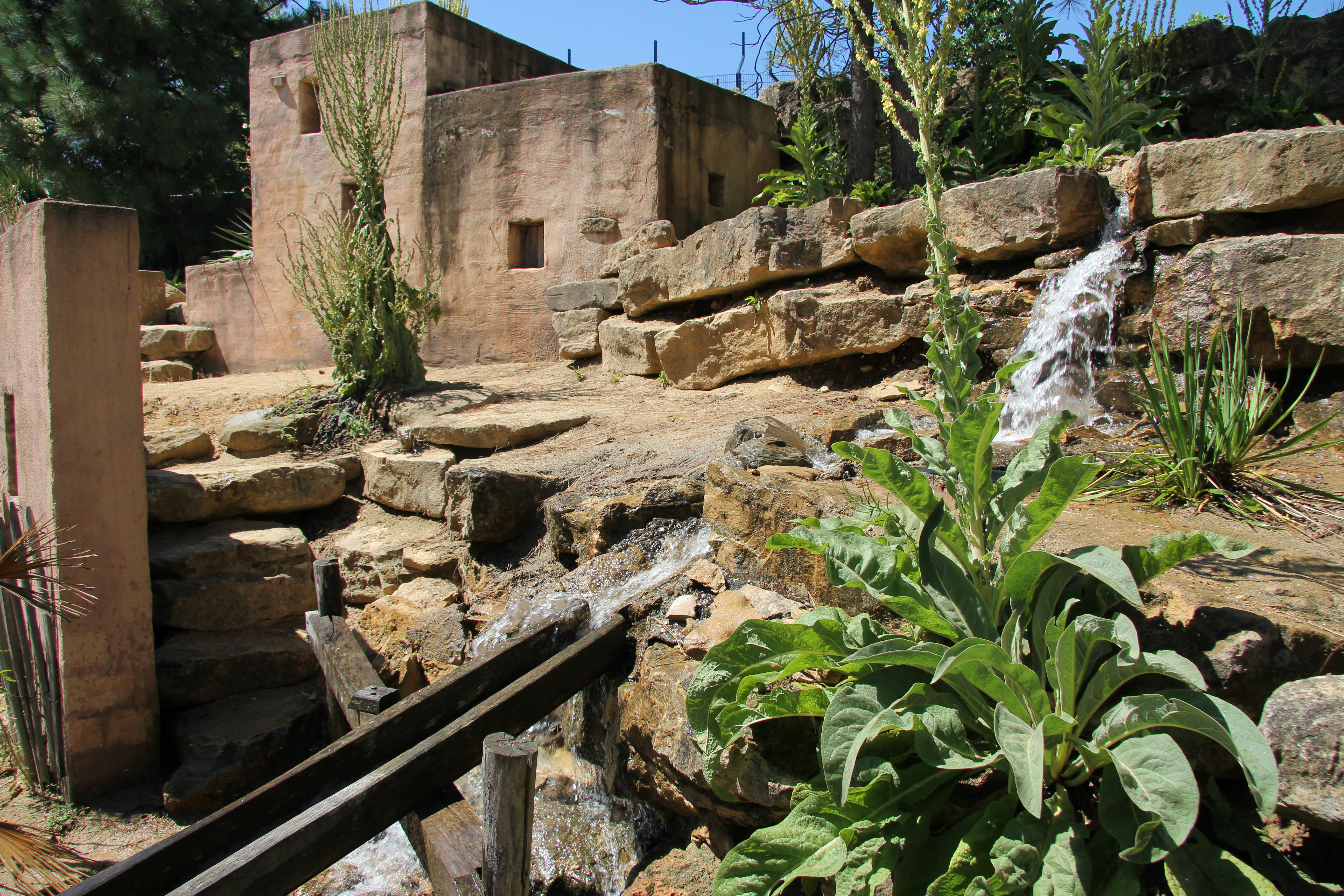
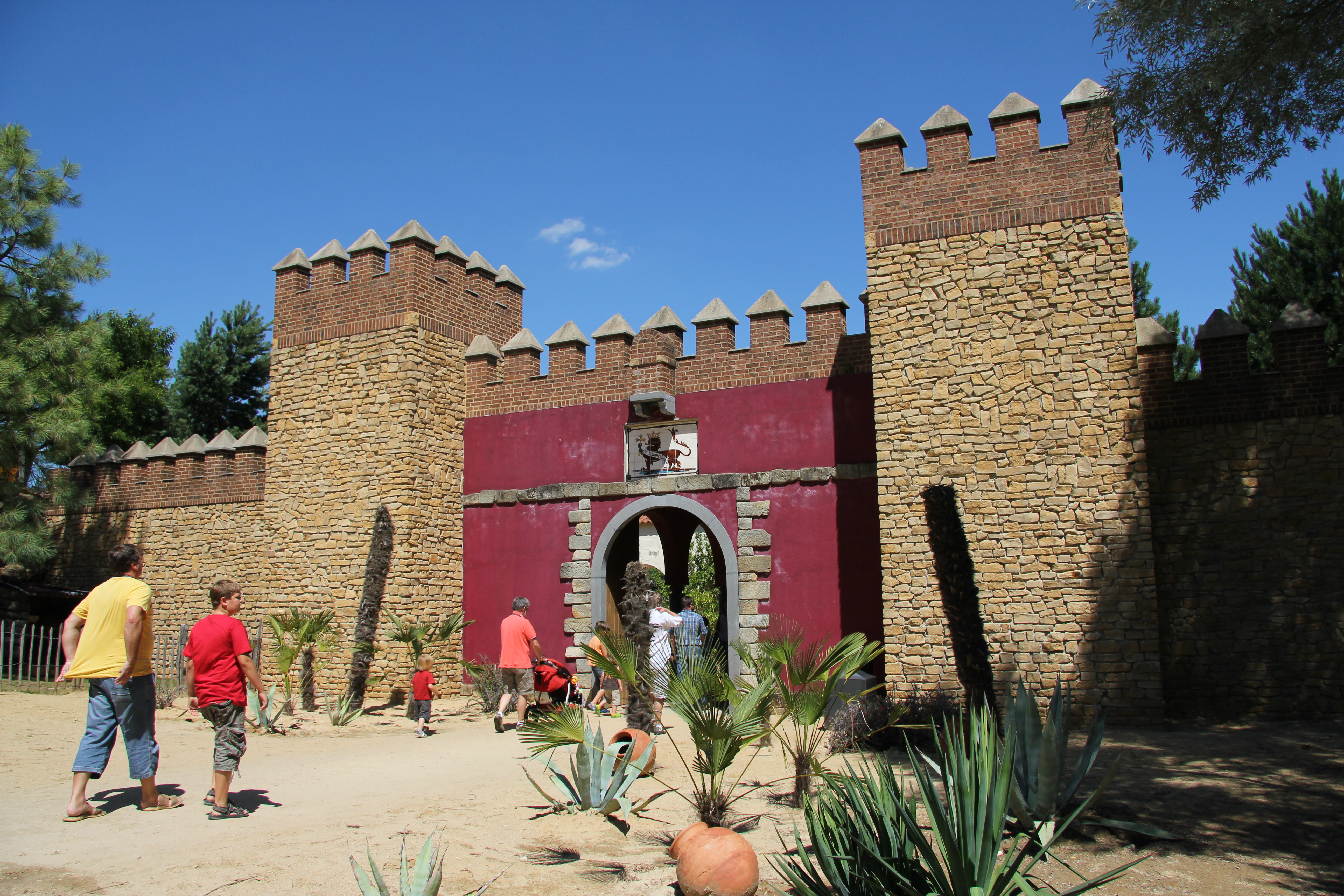

Koordinaten: 50° 53′ 9,6″ N, 6° 1′ 48,6″ O